# Calle Larga
Calle Larga este un oraș și comună din provincia Los Andes, regiunea Coquimbo, Chile, cu o populație de 13.366 locuitori (2012) și o suprafață de 321,7 km2.